# Pawieł Listopad
Pawieł Prokofjewicz Listopad, ros. Павел Прокофьевич Листопад (ur. 1904 w Romnach, zm. po 6 września 1940) – radziecki dyplomata.
W 1925 r. wstąpił do Wszechzwiązkowej Partii Komunistycznej (bolszewików). Od jesieni 1937 r. do początków 1939 r. pełnił funkcję tymczasowego charge d'affaires ZSRR w Polsce. Po powrocie do Moskwy został referentem w oddziale wschodnio-europejskim Narkomatu Spraw Zagranicznych ZSRR. Następnie był sekretarzem generalnym Centralnej Mieszanej Komisji Pogranicznej ZSRR i Niemiec. 22 lutego 1940 r. został aresztowany przez NKWD. Jego nazwisko znajduje się na zatwierdzonej przez Politbiuro WKP(b) 6 września 1940 liście osób przeznaczonych do egzekucji, stracony wkrótce po tej dacie.